# 黄金桂

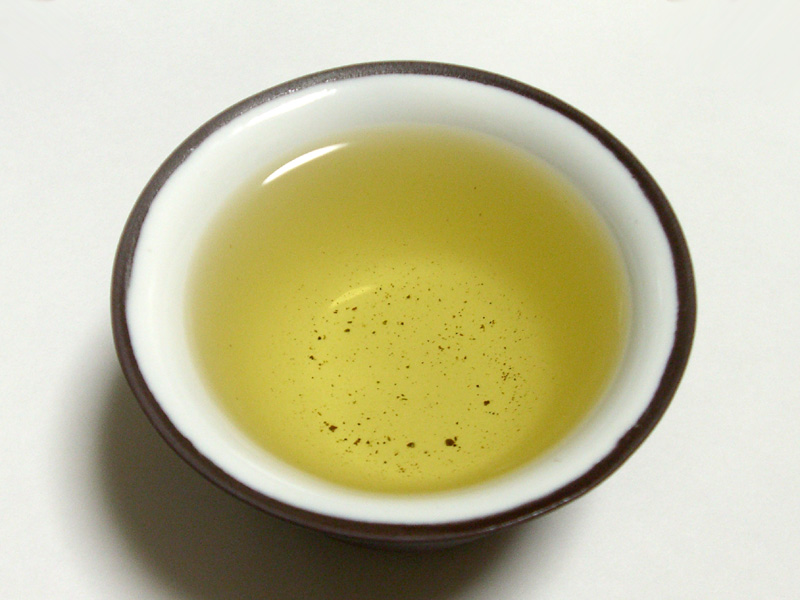
黄金桂

黄金桂（おうごんけい）は、黄旦という品種の茶葉から作られる烏龍茶（青茶）の一種。おもに福建省安渓県で生産される。かすかに桂花（キンモクセイ）の香りがするのが特徴で、その香りから「透天香」という別名もある。黄金色の水色と桂花の香りを持つお茶ということから、黄金桂と呼ばれている。
青茶は半発酵茶であるが、発酵の度合は茶の種類ごとに異なっており、黄金桂は比較的発酵度を低くして製造される。同じ安渓県で生産されている鉄観音と比べると、軽くあっさりした味わいをしている。
日本においてはおもに茶葉として販売されているほか、伊藤園がペットボトル飲料として1995年に「金の烏龍茶」を発売している。同商品はその後の2015年4月に特定保健用食品の「黄金烏龍茶」にリニューアルされており、黄金桂が4割使用されている。ほか、キリンビバレッジが2014年に発売した缶飲料「別格」ブランドのなかにも黄金桂と鉄観音をブレンドした「黄金鉄観」があったが、2015年に販売終了している。